# Булдуруй 1-й
Булдуру́й 1-й (рос. Булдуруй 1-й) — село у складі Нерчинсько-Заводського району Забайкальського краю, Росія. Адміністративний центр Булдуруйського сільського поселення.

## Населення
Населення — 270 осіб (2010; 427 у 2002).
Національний склад (станом на 2002 рік):
- росіяни — 97 %